# Нью-Лондон (округ)
Шаблон:StateAbbr_ 41°28′ пн. ш. 72°06′ зх. д. / 41.47° пн. ш. 72.1° зх. д.
Нью-Ло́ндон (англ. New London County) — округ (графство) у штаті Коннектикут, США. Ідентифікатор округу 09011.

## Населені пункти
В склад округу входять 3 міста (сіті) та 21 містечко (19 таун, 2 боро).
Міста
| Місто      | Населення, осіб | Рік  |
| ---------- | --------------- | ---- |
| Гротон     | 10010           | 2000 |
| Норвіч     | 36388           | 2008 |
| Нью-Лондон | 26174           | 2005 |

Містечка (боро)
| Місто        | Населення, осіб | Рік  |
| ------------ | --------------- | ---- |
| Джеветт-Сіті | 3053            | 2000 |
| Стонінгтон   | 1032            | 2007 |

Містечка (таун)
| Містечко        | Населення, осіб | Рік  |
| --------------- | --------------- | ---- |
| Бозра           | 2445            | 2005 |
| Волунтаун       | 2631            | 2005 |
| Вотерфорд       | 18940           | 2005 |
| Грізволд        | 14807           | 2010 |
| Гротон          | 39167           | 2008 |
| Іст-Лім         | 18459           | 2005 |
| Колчестер       | 15389           | 2005 |
| Лебанон         | 7358            | 2008 |
| Лед'ярд         | 15172           | 2005 |
| Лім             | 2099            | 2005 |
| Лісбон          | 4234            | 2005 |
| Монтвілл        | 19612           | 2005 |
| Норт-Стонінгтон | 5233            | 2008 |
| Олд-Лім         | 7488            | 2005 |
| Престон         | 4867            | 2005 |
| Салем           | 4094            | 2005 |
| Спрег           | 2992            | 2005 |
| Стонінгтон      | 18371           | 2008 |
| Франклін        | 1916            | 2005 |

## Демографія
За даними перепису
2000 року
загальне населення округу становило 259088 осіб, зокрема міського населення було 187980, а сільського — 71108.
Серед мешканців округу чоловіків було 128172, а жінок — 130916. В окрузі було 99835 домогосподарств, 67193 родин, які мешкали в 110674 будинках.
Середній розмір родини становив 3.
Віковий розподіл населення поданий у таблиці:
| Стать    | До 15 років | 15-21 | 22-29 | 30-39 | 40-49 | 50-65 | 65-85 | Понад 85 |
| -------- | ----------- | ----- | ----- | ----- | ----- | ----- | ----- | -------- |
| Чоловіки | 26887       | 12454 | 13029 | 20957 | 21196 | 19653 | 12870 | 1126     |
| Жінки    | 26163       | 11088 | 11683 | 21153 | 21036 | 20024 | 16818 | 2951     |

## Суміжні округи
- Віндем — північ
- Кент, Род-Айленд — північний схід
- Вашингтон, Род-Айленд — схід
- Саффолк,Нью-Йорк — південь
- Міддлсекс — захід
- Толленд — північний захід
- Гартфорд — північний захід

## Виноски
1. ↑  Library of Congress Library of Congress Name Authority File
2. ↑  Geographic Names Information System
3. ↑  U.S. Decennial Census. United States Census Bureau. Архів оригіналу за 26 квітня 2015. Процитовано 11 червня 2014.
4. ↑  Historical Census Browser. University of Virginia Library. Архів оригіналу за 11 серпня 2012. Процитовано 11 червня 2014.
5. ↑  Population of Counties by Decennial Census: 1900 to 1990. United States Census Bureau. Процитовано 11 червня 2014.
6. ↑  Census 2000 PHC-T-4. Ranking Tables for Counties: 1990 and 2000 (PDF). United States Census Bureau. Процитовано 11 червня 2014.
7. ↑  State & County QuickFacts. United States Census Bureau. Архів оригіналу за 7 червня 2011. Процитовано 11 червня 2014.(англ.) Наведено за англійською вікіпедією.
8. ↑  American FactFinder. Бюро перепису населення США. Архів оригіналу за 26 лютого 2012. Процитовано 31 січня 2008.

| Прапор США | Це незавершена стаття про Сполучені Штати Америки. Ви можете допомогти проєкту, виправивши або дописавши її. |